# Sciapus flavicinctus
Sciapus flavicinctus är en tvåvingeart som först beskrevs av Friedrich Hermann Loew 1857.  Sciapus flavicinctus ingår i släktet Sciapus och familjen styltflugor. Inga underarter finns listade i Catalogue of Life.